# 南口镇 (梅州市)
南口镇是中国广东省梅州市梅县区下辖的一个镇，位于梅县区西南部，距梅州市梅江区10公里,总面积263平方公里，辖46个行政村和3个居民委员会，常住居民人口约为6.8万人，其中农业人口 6.1 万人，是梅县区的农业重镇之一。2005年全镇工农业总产值14.48亿元。

## 行政区划
现辖：
圩镇社区、瑶上圩镇社区、荷泗圩镇社区、赤径村、长山村、葵岗村、瑶燕村、双桥村、锦鸡村、维山村、葵黄村、益昌村、侨乡村、南虎村、潭江村、竹香村、龙塘村、仙湖村、南龙村、车陂村、林径村、瑶东村、瑶上村、瑶美村、文光村、瑶西村、铅畲村、增梅村、油坊村、琯坑村、白叶村、洋龙村、松水村、榕岗村、过龙村、东坑村、蕉坑村、董田村、太平村、鱼田村、石陂村、联合村、太和村、荷田村、七贤村、锦湖村、响水村、群达村和金声村。

## 交通
- 梅汕高铁：梅州西站

## 中国传统村落
2012年，侨乡村被评为首批“中国传统村落”。

## 外部連結
- 梅州市梅县区南口镇政府网 （页面存档备份，存于）

1. ↑  . 中华人民共和国国家统计局. 2023 （中文（中国大陆））.[]